# مارتين بيرك
مارتين بيرك (بالإنجليزية: Martyn Burke) (و. 1952  م) هو مخرج أفلام، ومنتج أفلام، وكاتب سيناريو، وصحفي، وكاتب كندي، ولد في هاميلتون.
.

## وصلات خارجية
- مارتين بيرك على موقع IMDb (الإنجليزية)
- مارتين بيرك على موقع ألو سيني (الفرنسية)
- مارتين بيرك على موقع أول موفي (الإنجليزية)
- مارتين بيرك على موقع قاعدة بيانات الأفلام السويدية (السويدية)
- مارتين بيرك على موقع قاعدة بيانات الفيلم (الإنجليزية)
- مارتين بيرك على موقع كينوبويسك (الروسية)